# Вулиця Кузневича
Вулиця Кузневича — вулиця у Залізничному районі міста Львова, місцевість Богданівка. Пролягає від вулиці Городоцької до кінця забудови, де переходить у стежку до вулиці Сяйво.

## Історія та забудова
Вулиця виникла на початку XX століття в межах підміського селища Богданівка та з 1917 року мала назву Міська. Після входження селища до меж міста, вулиці колишнього села були перейменовані або ж новоутвореним вулицям надавалися певні назви. Так, у 1936 році отримала назву Новаковського, на честь українського художника Олекси Новаківського. Під час німецької окупації, з 1943 року по липень 1944 року вулиця мала назву Ярослав Мудриґассе, на честь київського князя Ярослава Мудрого. Після війни вулиця ненадовго повернула собі довоєнну назву, а 1946 року радянська влада перейменувала її на вулицю 8 Березня, на честь свята 8 березня.
Сучасну назву вулиця отримала у 1993 році, на честь українського скульптора Григорія Кузневича.

## Забудова
Вулиця Кузневича забудована одно- та двоповерховими конструктивістськими будинками 1930-х років.
- № 2 — станція техобслуговування автомобілів та автомийка «TDA-Сервіс».
- № 4 — за радянських часів тут був гараж готелю «Інтурист»[3]
- № 6 — тут від 1950-х років базувалася самостійна Державна пожежна частина № 3 Залізничного району м. Львова[11][3] (нині — 2-а державна пожежно-рятувальна частина Залізничного РВ ГУ ДСНС України у Львівській області)[12].
- № 14 — тут за радянських часів був дзеркальний цех[3].
- № 16а — ресторан «Тарон», відкритий 1995 року[13].
- № 20 — житловий будинок, зведений у 1912 році, про що свідчив напис на флюгері будинку (не зберігся)[7]. Тривалий час ця кам'яниця слугувала своєрідним знаком міської межі — за нею починалися землі громади Білогорщі[14].